# Flèche d'or Café

Fotografi av Flèche d'or Café, taget 19 januari 2013

Flèche d'or Café ("Guldpilen"), 102 bis rue de Bagnolet, 75020 Paris (20:e arrondissement), är en nöjeslokal i Paris. Här bjuds det på musik av olika genrer, teater, musik mm.
Lokalen var från början en stationsbyggnad som tillhörde en numera nerlagd järnväg, la Petite Ceinture. Efter det var det en mekanisk verkstad, något som märks om man tittar på inredningen. Lokalen har återanvänt mycket både från järnvägs- och verkstadsepoken.

## Källförteckning
1. ↑  ”Bienvenue à la Flèche d’Or !” (på franska). La Flèche d'Or. https://flechedor.org/. Läst 2 juli 2024.